# Glencoe Grand Prix
Le Glencoe Grand Prix est une course cycliste américaine disputée chaque année en critérium à Glencoe, dans l'État de l'Illinois. Crée en 2007, elle est organisée par la Glencoe Educational Foundation.
La compétition comprend plusieurs épreuves distinctes, selon le genre, l'âge et de la catégorie des coureurs.

## Présentation
La première édition en 2007 accueille plus de 300 participants. Elle rassemble également près de 11 000 $ pour la Glencoe Educational Foundation, organisme soutenant des programmes d'apprentissage créatifs dans trois écoles locales. En 2010, l'épreuve masculine sert de parcours pour le championnat des États-Unis du critérium.
En 2018, elle intègre le calendrier de l'USA Pro Road Tour, qui rassemble les plus importantes épreuves cyclistes américaines de la saison.

## Palmarès

### Élites Hommes
| Année | Vainqueur           | Deuxième           | Troisième          |
| ----- | ------------------- | ------------------ | ------------------ |
| 2007  | Robert White        | Jonathan Clarke    | Scott Pearson      |
| 2008  | David Guttenplan    | Robert White       | Chad Hartley       |
| 2009  | Joshua England (de) | Brian Cornelius    | Mike Sherer        |
| 2010  | David Veilleux      | Bernard Sulzberger | Alessandro Bazzana |
| 2011  | Eric Young          | Aníbal Borrajo     | Ken Hanson         |
| 2012  | Jackie Simes        | Rudolph Napolitano | John Grant         |
| 2013  | Bradley White       | Carlos Alzate      | Johnathan Freter   |
| 2014  | Bradley White       | David Cueli        | Anthony Canevari   |
| 2015  | Charles Cassin      | Colton Barrett     | Daniel Holloway    |
| 2016  | Ryan Aitcheson      | Bryan Gómez        | Ryan Knapp         |
| 2017  | Bryan Gómez         | Shane Kline        | Curtis White       |
| 2018  | Jarret Oldham       | Joseph Lewis       | Connor Sallee      |

### Élites Femmes
| Année | Vainqueur          | Deuxième             | Troisième                  |
| ----- | ------------------ | -------------------- | -------------------------- |
| 2007  | Jennifer Greenberg | Debbie Dust          | Monique Hanley             |
| 2008  | Devon Haskell      | Debbie Dust          | Kristen Meshberg           |
| 2009  | Devon Haskell      | Kristen Meshberg     | Jeannie Kuhajek            |
| 2010  | Theresa Cliff-Ryan | Meredith Miller      | Laura Van Gilder           |
| 2011  | Emma Mackie (en)   | Emily Collins (en)   | Joanne Kiesanowski         |
| 2012  | Laura Van Gilder   | Erica Allar          | Christina Gokey-Smith (en) |
| 2013  | Erica Allar        | Samantha Schneider   | Laura Van Gilder           |
| 2014  | Sarah Fader        | Kendall Ryan         | Christina Gokey-Smith (en) |
| 2015  | Chloé Dygert       | Amy Phillips (en)    | Daphne Karagianis          |
| 2016  | Jamie Gilgen (en)  | Sarah Fader          | Daphne Karagianis          |
| 2017  | Stephanie Roorda   | Daphne Karagianis    | Kendall Ryan               |
| 2018  | Skylar Schneider   | Laura Jorgensen (en) | Hannah Arensman            |